# Chilenische Badmintonmeisterschaft 2017
Die Chilenische Badmintonmeisterschaft 2017 fand vom 11. bis zum 15. August 2017 in Santiago de Chile statt. 

## Medaillengewinner
| Disziplin    | Gold                          | Silber                            | Bronze                            |
| ------------ | ----------------------------- | --------------------------------- | --------------------------------- |
| Herreneinzel | Cristian Araya                | Patricio Álvarez                  | Alonso Medel                      |
| Herreneinzel | Cristian Araya                | Patricio Álvarez                  | Thibault Jacquemin                |
| Dameneinzel  | Constanza Naranjo             | Andrea Montero                    | Jenny Cepeda                      |
| Dameneinzel  | Constanza Naranjo             | Andrea Montero                    | Amparo Hinostroza                 |
| Herrendoppel | Alonso Medel Francisco Rojas  | Thibault Jacquemin Jose Undurraga | Jose Bastias Ricardo Muñoz        |
| Herrendoppel | Alonso Medel Francisco Rojas  | Thibault Jacquemin Jose Undurraga | Cristobal Conejero Daniel Cortez  |
| Damendoppel  | Ashley Montre Javiera Torres  | Andrea Montero Loreto Pontigo     | Suina Ling Annabelle Neulat       |
| Damendoppel  | Ashley Montre Javiera Torres  | Andrea Montero Loreto Pontigo     | Amparo Hinostroza Isidora Montero |
| Mixed        | Diego Castillo Belen Troncoso | Jose Undurraga Suina Ling         | Yordan Rodriguez Barbara Ponce    |
| Mixed        | Diego Castillo Belen Troncoso | Jose Undurraga Suina Ling         | Gustavo Valenzuela Maria Fuentes  |